# Virginia Ruzici
Virginia Ruzici, romunska teniška igralka, * 31. januar 1955, Campia Turzii, Romunija.
V karieri je osvojila 15 turnirjev. Leta 1978 je osvojila Odprto prvenstvo Francije, v finalu je premagala Mimo Jaušovec.